# Jurij Rytchėu
Jurij Sergeevič Rytchėu (in russo Юрий Сергеевич Рытхэу?; Uėlen, 8 marzo 1930 – San Pietroburgo, 14 maggio 2008) è stato uno scrittore russo, che ha scritto opere sia in russo, sia in lingua ciukcia.
È considerato il padre della letteratura ciukcia, come lo ha definito il linguista e traduttore Scevola Marinetti. Le sue opere sono state tradotte in varie lingue. In italiano le sue opere sono pubblicate da Tranchida.

## Biografia

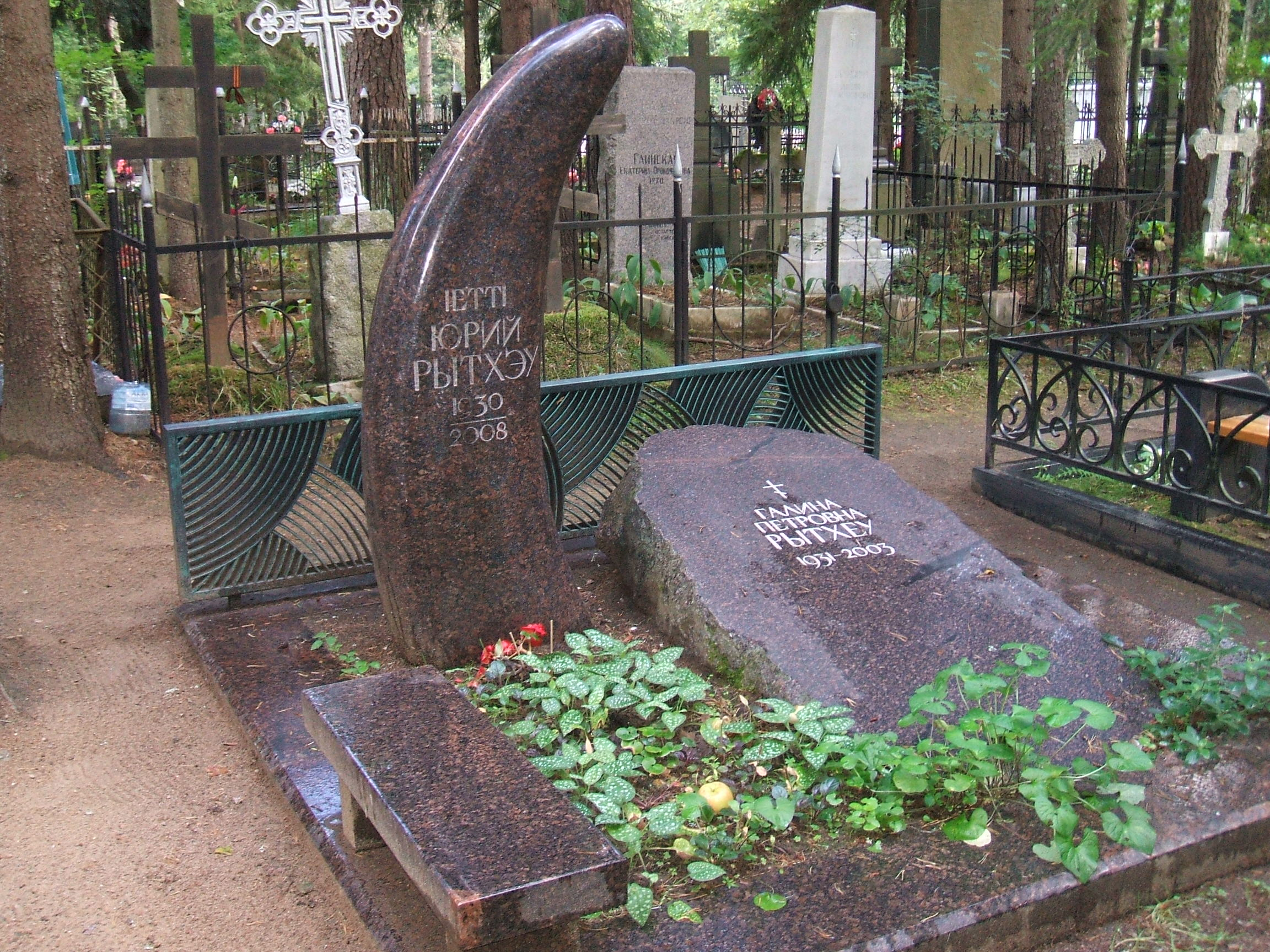
La tomba di Rytchėu al cimitero di Kemerovo (San Pietroburgo)

Jurij Rytchėu nacque l'8 marzo 1930 nella località di Uėlen, nella Penisola dei Čukči, situata a quel tempo nel Kraj dell'Estremo Oriente, RSFSR, Unione Sovietica, e attualmente nel Circondario autonomo della Čukotka, Russia, da un cacciatore ciukcio. Il suo nome originale era solo Rytchėu, in quanto nella cultura ciukcia non erano presenti né cognomi né patronimici. Quando, nel 1946, dovette fare il passaporto sovietico, il funzionario gli chiese di specificare anche un nome e un patronimico (Rytchėu venne considerato un cognome). Rytchėu decise di dare quello di un meteorologo russo di sua conoscenza. Nel 1947 andò ad Anadyr', dove lavorò al giornale in russo "Советская Чукотка"? ("Sovetskaja Čukotka", "Čukotka Sovietica"). Nel 1949 cominciò a studiare letteratura a Leningrado (oggi San Pietroburgo), dove tradusse varie opere di letteratura russa in ciukcio. Nel 1953 venne pubblicata la sua prima opera, Люди нашего берега (Ljudi našego berega, Uomini della nostra riva). Dal 1967 fu membro del Partito Comunista dell'Unione Sovietica. Fino alla morte talvolta ad Anadyr' e a San Pietroburgo. L'8 marzo 2008 morì a San Pietroburgo a causa di un mieloma multiplo.

## Premi
- Supervincitore del Premio Grinzane Cavour per narrativa straniera del 1983.
- Vincitore del Premio statale della RSFSR "Gor'kij" del 1983 con il romanzo Конец вечной мерзлоты (La fine del permafrost) del 1977.

## Opere

### Raccolte di racconti
- Люди нашего берега (editore Молодая гвардия, Uomini della nostra riva, 1953, scritto in ciukcio)[4]
- Имя человека (editore Молодая гвардия, Il nome dell'uomo, 1955)[5]
- Чукотская сага (editore Государственное издательство детской литературы, Saga ciukcia, 1956)[6]
- Современные легенды (editore Советский писатель, Leggende moderne, comprendente il racconto Teryky, 1980)[7]
- altri

### Romanzi
- В долине Маленьких Зайчиков (Nella valle dei coniglietti piccoli, 1962)[8]
- Нунивак (Nunivak, 1963)
- Волшебная рукавица (Il guanto magico, 1963)
- Айвангу (Ajvangu, 1966)[9][10]
- Самые красивые корабли (Le navi più belle, 1967)
- Сон в начале тумана (1970, pubblicato da Tranchida con il nome Un sogno ai confini del mondo[1])[11]
- Иней на пороге (Gelo nel porog, 1971)
- Метательница гарпуна (Il lanciatore della lancia, 1973)
- Белые снега (1975)
- Конец вечной мерзлоты (La fine del permafrost, 1977)
- Полярный круг (Circolo polare artico, 1977)
- Магические числа (Numeri magici, 1986)
- Остров надежды (L'isola della speranza, 1987)
- Интерконтинентальный мост (Il ponte intercontinentale, 1989)
- Унна (Unna, 1992)[12]
- Чукотский анекдот (La barzelletta ciukcia, 2002)
- Последний шаман (L'ultimo sciamano, 2004)
- Моржовые зубы (Denti di tricheco, 2008)

#### Trilogie
- Время таяния снегов (Vremja tajanija snegov, Lo scioglimento della neve, 1958-1967)[13]

### Sceneggiature per film
- Самые красивые корабли (Le navi più belle, 1973)
- След росомахи (La traccia del ghiottone, 1978)
- Когда уходят киты (1981, pubblicato da Tranchida con il nome Quando le balene se ne vanno[1])

### Altre opere
- L'autobiografia Дорожный лексикон (Dizionario di viaggio, 2008)